# 利波夫齐
利波夫齐（羅馬化：Lipovtsy）是俄罗斯滨海边疆区十月村区唯一的市级镇，地处滨海边疆区西部，位于同名小河河畔，在区行政中心波克罗夫卡村东北、边疆区首府符拉迪沃斯托克（海参崴）北偏西方。附近的较大聚居地有乌苏里斯克（双城子）市。
该地2022年人口有5,957人；2010年人口6,402；2002年人口6,742；1989年人口8,460。